# Ctenoplusia laureum
Ctenoplusia laureum là một loài bướm đêm trong họ Noctuidae.